# 库尔特·克里斯托夫·冯·施维林

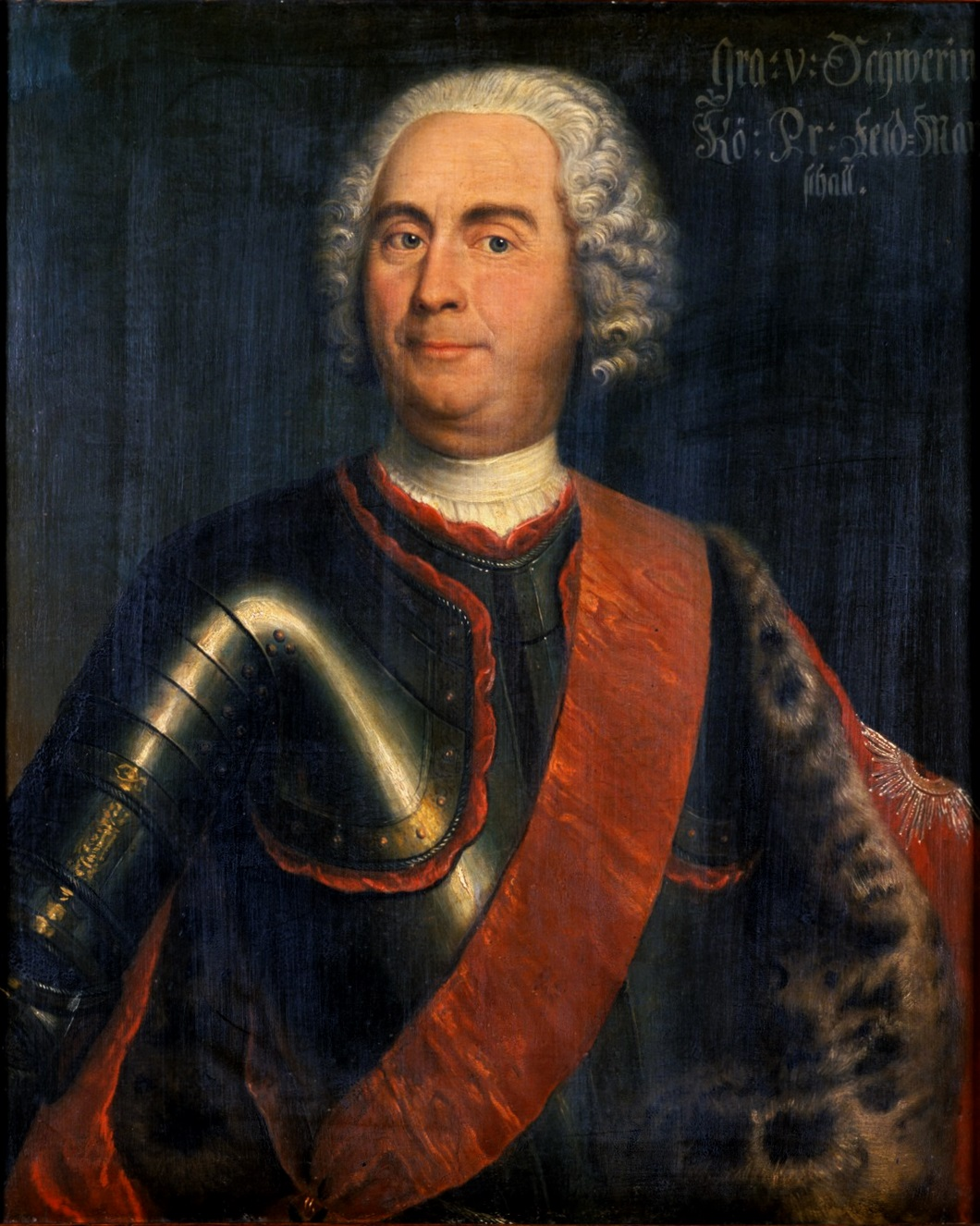
施维林元帅肖像，绘制于1740年前后

库尔特·克里斯托夫·冯·施维林（德語：Kurt Christoph von Schwerin；1684年10月26日—1757年5月6日），是腓特烈大帝手下最著名的普鲁士陆军元帅，同时也是他在战场上重要的引导者。其被视为一名出色的将领，先后参加了西里西亚战争与七年战争，并在布拉格战役中阵亡。

## 生平

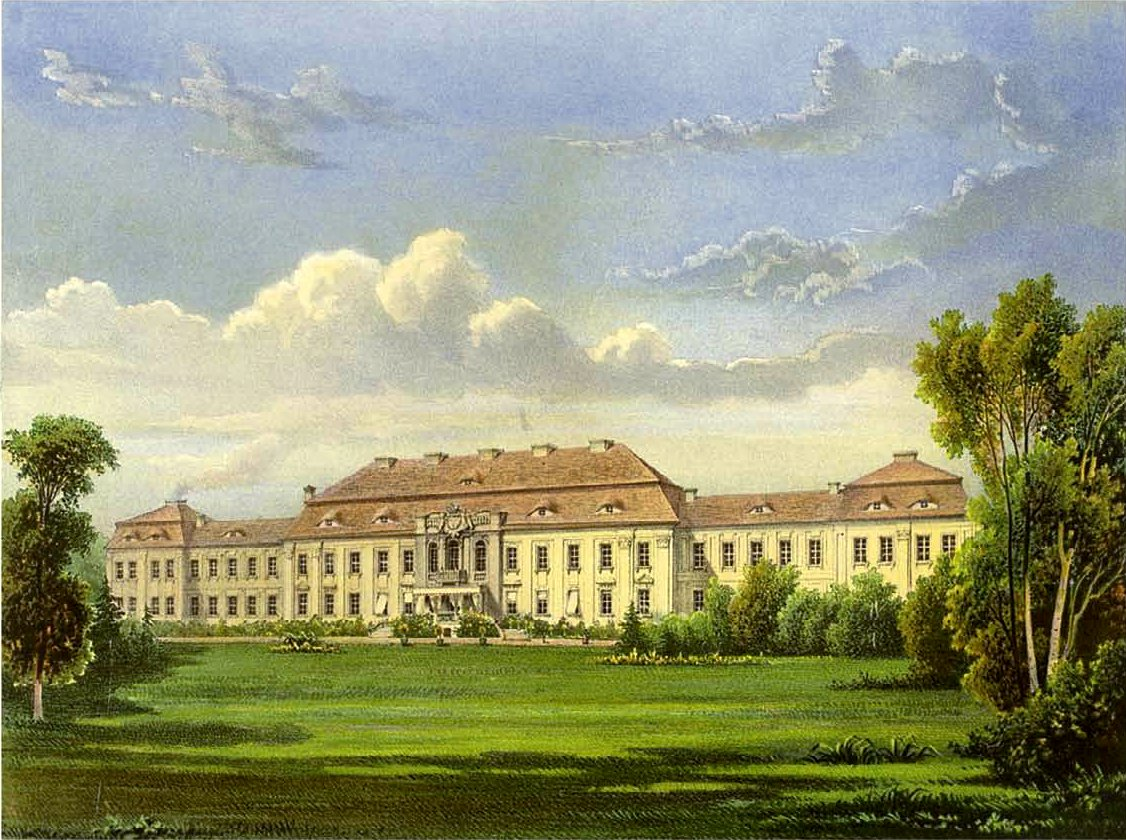
施维林斯堡

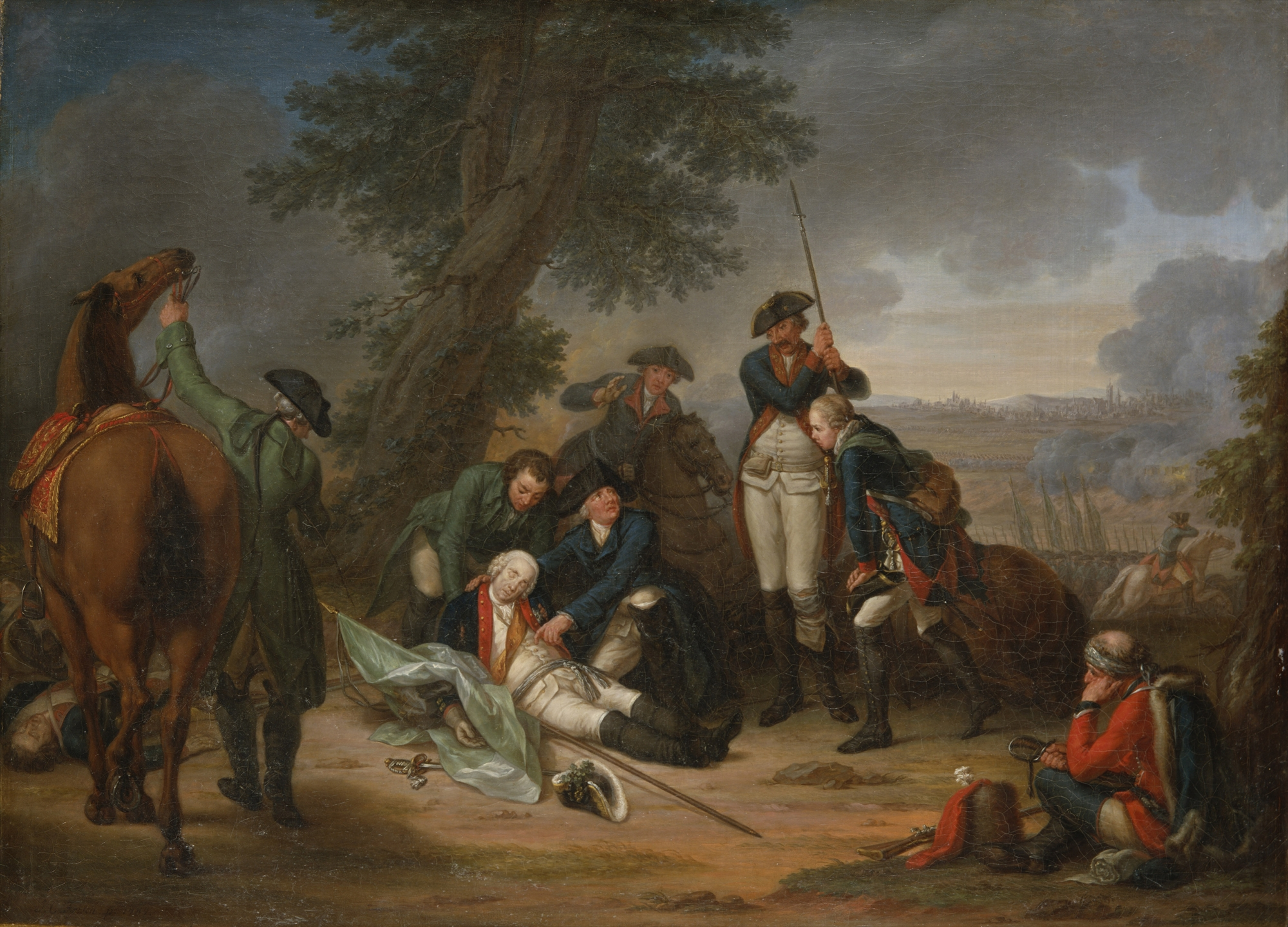
施维林元帅之死，约翰·克里斯托夫·弗里施（Johann Christoph Frisch）绘

施维林于1684年降生于大选侯治下勃兰登堡选侯国波美拉尼亚库尔特的一个贵族家庭。父母是乌尔里希·冯·施未林（Ulrich von Schwerin，1648-1697 年）和安娜·卢克丽霞·冯·拉明（Anna Lucretia von Ramin ，1653-1745年）。他在1700年与兄长贝恩德·德特洛夫·冯·施韦林中校一起加入其叔叔德特洛夫·冯·施韦林中将的军团，担任少尉。1701年西班牙王位继承战争开始后，该团被调往荷兰。他先后参加了谢伦山之战和赫希施塔特戰役。1703年，他在梅克伦堡-什未林公爵弗里德里希·威廉（Duke Friedrich Wilhelm）的军队中担任中尉，1705年晋升上尉连长，1707年升为中校。
施维林之后又参加了拉米伊之战和马尔普拉凯战役。大北方战争期间，他在瑞典指挥官马格努斯·斯坦博克属下参加了加德布施战役。1708年他晋升为上校。1711年，施维林被派去执行一项秘密任务，拜访瑞典国王卡爾十二世，他从瑞典到本德尔呆了一年。1713年，施维林与卡尔十二世闹翻，在本德尔被囚禁。1718年9月3日，他被梅克伦堡-什未林公爵弗里德里希·威廉晋升少将。1719年3月6日，他在梅克伦堡的瓦尔德米伦附近击败汉诺威军队的入侵，于3月8日被晋升为中将。
什未林继承了部分家族在普鲁士的头衔后，于1720年开始效忠腓特烈·威廉一世。1721年，他成为普鲁士驻萨克森选侯国的大使，并于次年被派往波兰王国王冠领地。1722年或1723年他担任施温迪步兵团团长，该团后来成为普鲁士军队的精锐之一。施未林作为一位受过教育、富有人情味的古典骑士式的指挥官，有意识地与老德绍尔及其不懈的严格训练相配合。
1724年，冯·施维林代表普鲁士试图阻止波立联邦在前普鲁士领土针对新教徒的宗教迫害，但没有成功。1730年，作为一名少将成为军事法庭的成员，主审王储腓特烈与密友卡特试图逃亡的事件，同年他成为佩茨州长。这位性格开朗、热爱艺术和科学的军官在士兵王的军队中显得与众不同，但国王非常信任施维林，于1731年晋升他为中将，并在所有军事事务上咨询其建议。
1720年至1733年间，他在杜赫罗附近的卡默罗建造了一座类似住宅的庄园。1733年，国王弗里德里希·威廉一世 (Friedrich Wilhelm I）参观这座宅邸后，将这里更名为施维林堡 (Schwerinsburg)；庄园现在被称为施维林斯堡城堡。同年，施维林被任命为梅克伦堡的帝国执行官，负责行使帝国对各邦国的干预权。1736年3月8日，他被授予黑鹰勋章并于3年后晋升为步兵上将。
腓特烈二世在1740年6月30日任命他为陆军元帅，一个月后晋升为伯爵。在第一次西里西亚战争的莫尔维茨会战中，腓特烈二世指挥犯下严重错误被施维林要求离开战场，之后其设法赢得了一场惨胜。这场战役结束后，他担任布热格和尼斯要塞的指挥官。第二次西里西亚战争中，施维林指挥来自格拉茨的军队，在1744年9月16日占领布拉格的战役中发挥了重要作用。
1757年七年战争的布拉格战役中，施维林率领左翼在霍莫莱山对奥地利军队发起首次进攻。当自己的团被敌人猛烈的齐射和炮火击退，陷入混乱时，施维林冲了上去。他从参谋长冯·罗尔手中扯下第二营的旗帜，喊道“加油！孩子们，来吧！”，随后纵马带头发起冲锋。不幸的是他当即被奥军霰弹击中，随后倒地伤重不治。

## 纪念

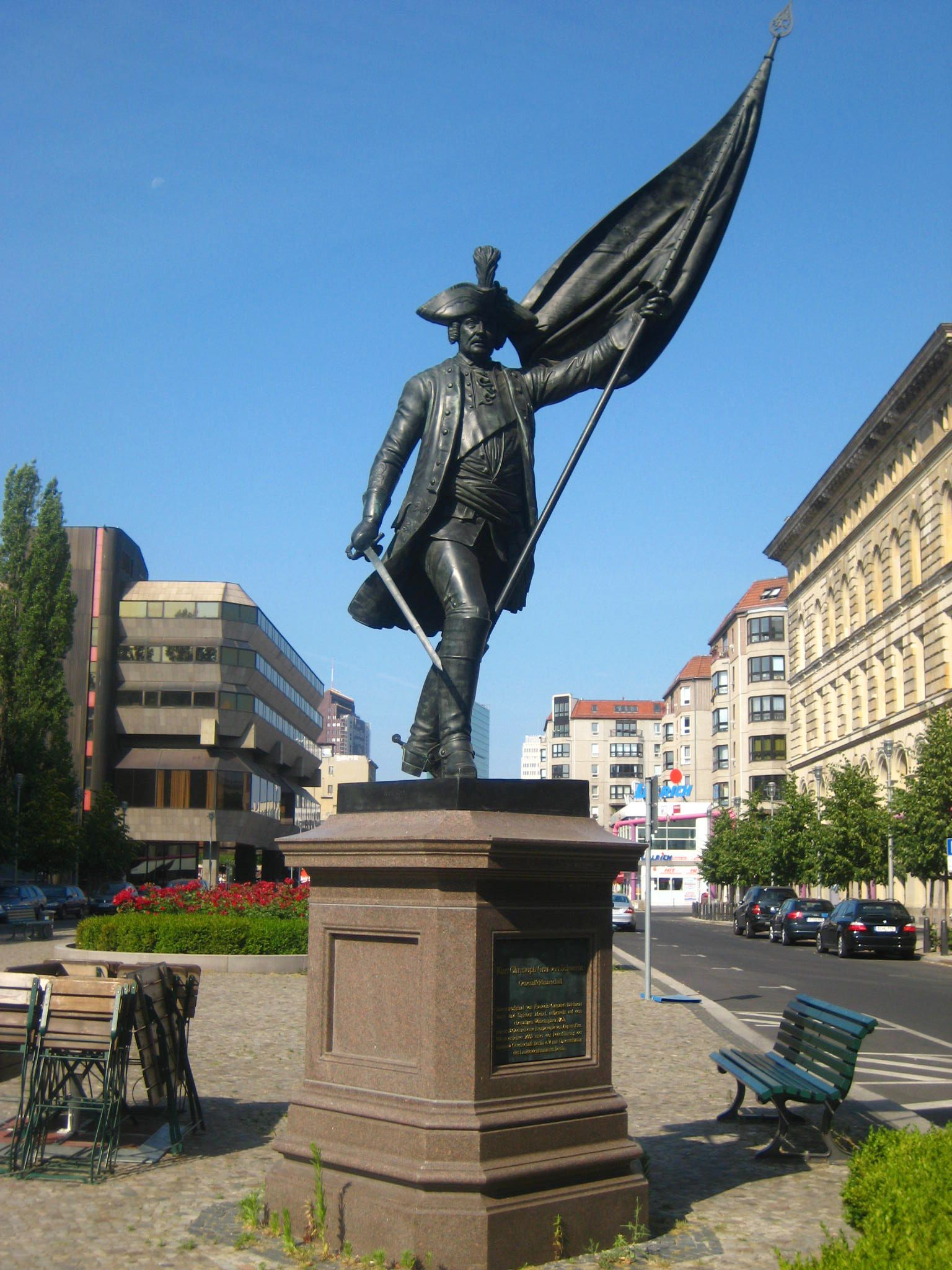
齐藤广场上的施维林元帅雕像

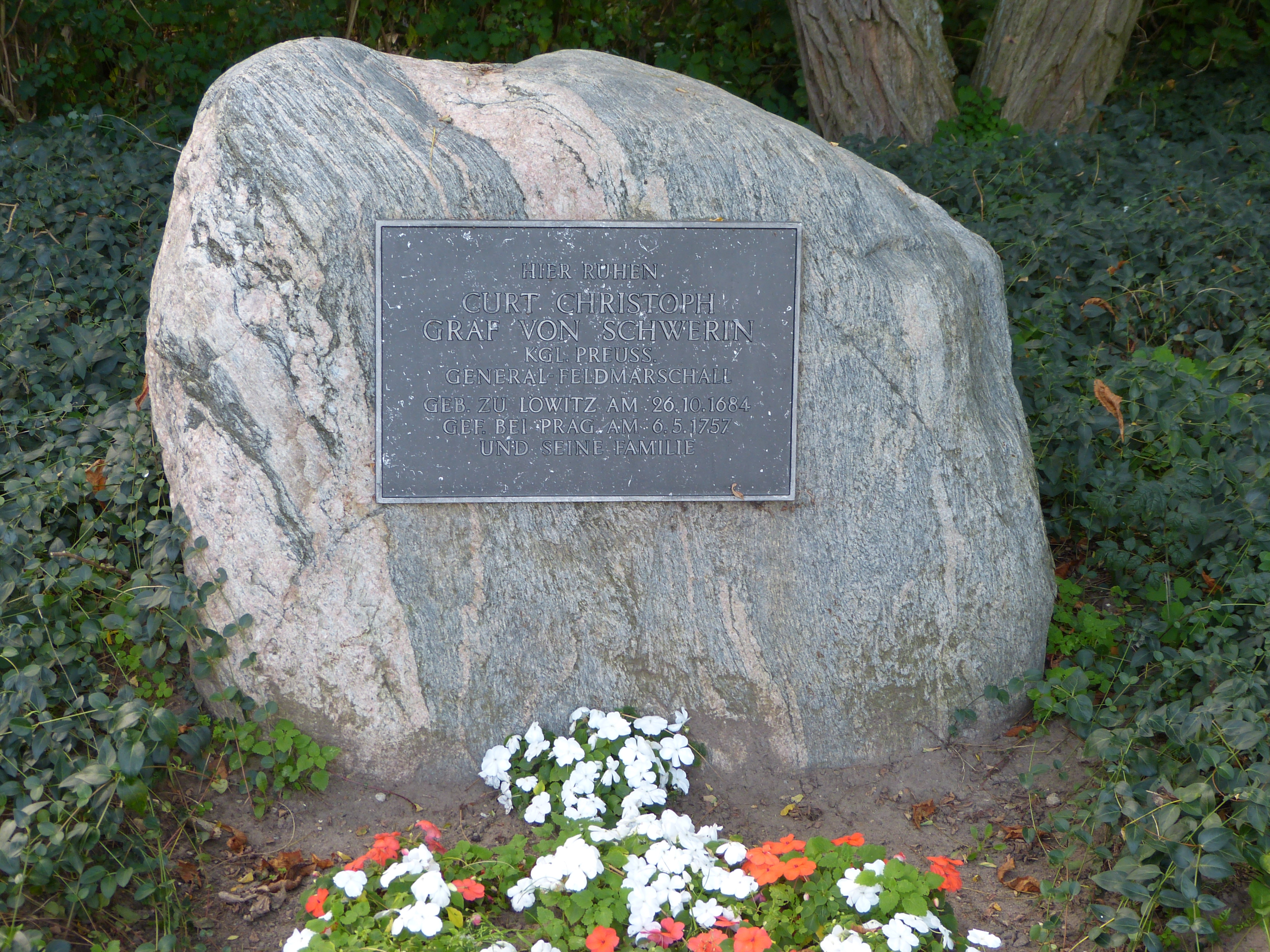
位于萨尔诺的施维林之墓

- 柏林雕塑家海因里希·贝特科博（Heinrich Bettkober）为施维林斯堡庄园和城堡创作的砂岩雕像，现在被施维林家族后人借出，放在柏林德国历史博物馆的入口大厅里。
- 腓特烈大帝在柏林威廉广场上竖立了施维林身着罗马服装的大理石雕像。它由弗朗索瓦·加斯帕德·亚当 (François Gaspard Adam)设计，由他的侄子西吉斯伯特·米歇尔·亚当 (Sigisbert Michel Adam，1728-1811 年) 雕刻，于1769年完成。1862年，奥古斯特·基斯 (August Kiß)用施维林身着同时代军装的青铜铸像取代了它。1945年后雕像被封存，直到2009年在原址附近的齐藤广场上重建。原来亚当斯的雕像在1860年左右因年久风化原因被拆除，首先移至克洛斯特大街的皇家仓库，然后又被放到新弗里德里希大街的士官学校，1882年移至利希特费尔德的新士官学校，1904年被移到腓特烈大帝博物馆的小楼梯上，1944年左右固定在博物馆地下室里。雕像在1986年被修复，随后于1987年被放置到现在博德博物馆的小楼梯（圆顶大厅）里[1]。
- 布拉格附近的什捷尔博霍利战场上有一块纪念他的纪念碑。第二次世界大战后，这座纪念碑被拆除。
- 在萨尔诺乌塞肯区他的坟墓上还有另一块纪念石。
- 柏林军械库名人堂的半身像（已丢失）是由雕塑家朱利叶斯·莫泽（Julius Moser）教授制作的。
- 胜利大道第28组纪念碑中的施维林半身像，由雕塑家约瑟夫·乌普埃斯（Joseph Uphues）制作，位于施潘道城堡内。
- 普鲁士亨利王子在莱茵斯贝格方尖碑的正面为他献上了一块牌匾。
- 施维林在布拉格之战中的英勇牺牲在格奥尔格·威廉·海因里希·哈林的民谣《施维林将军》和特奥多尔·冯塔内的两首诗中被歌颂。